# Cò quăm đầu đen
Cò quăm đầu đen, tên khoa học Threskiornis melanocephalus, là một loài chim trong họ Threskiornithidae.

## Hình ảnh

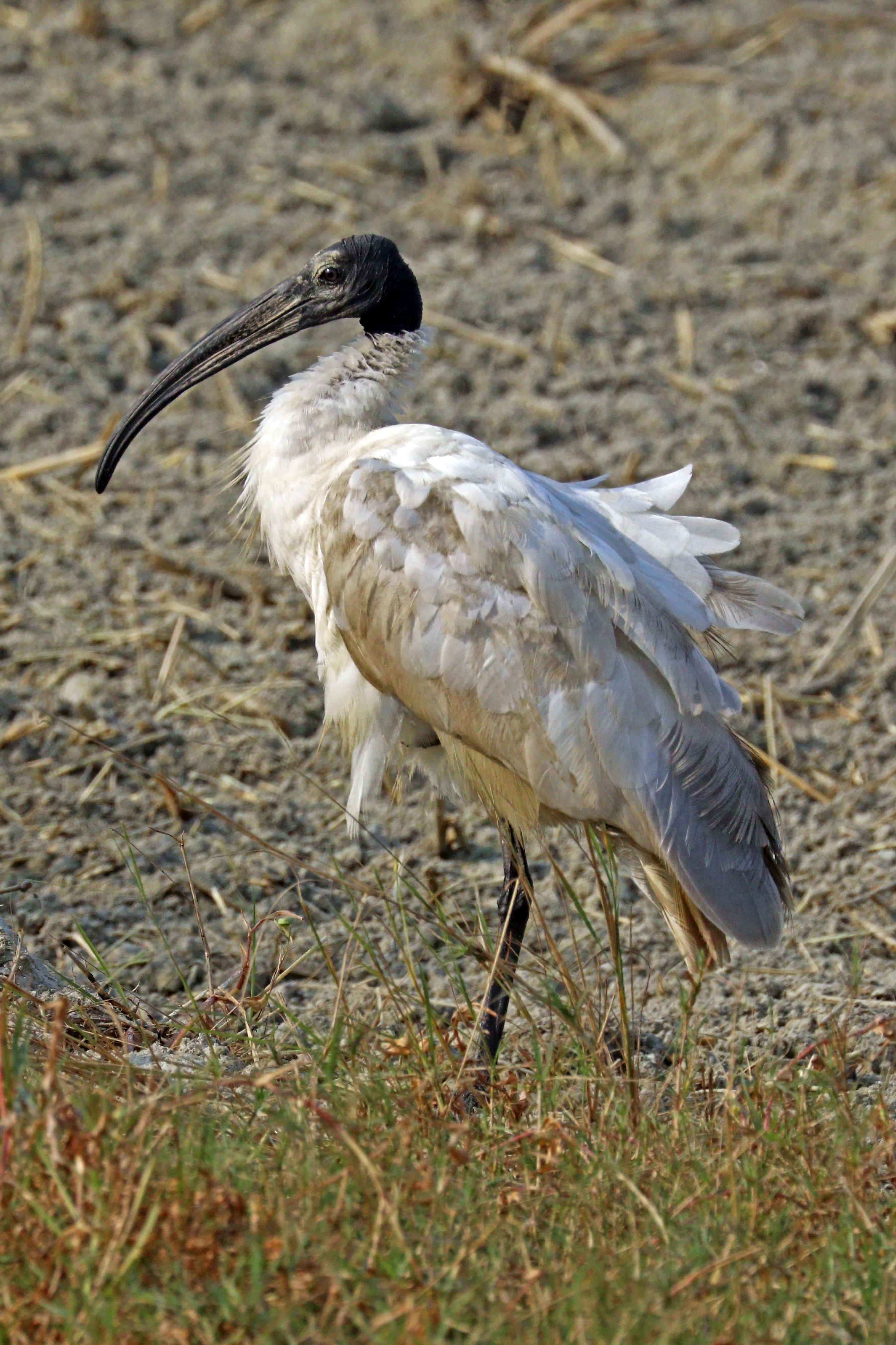
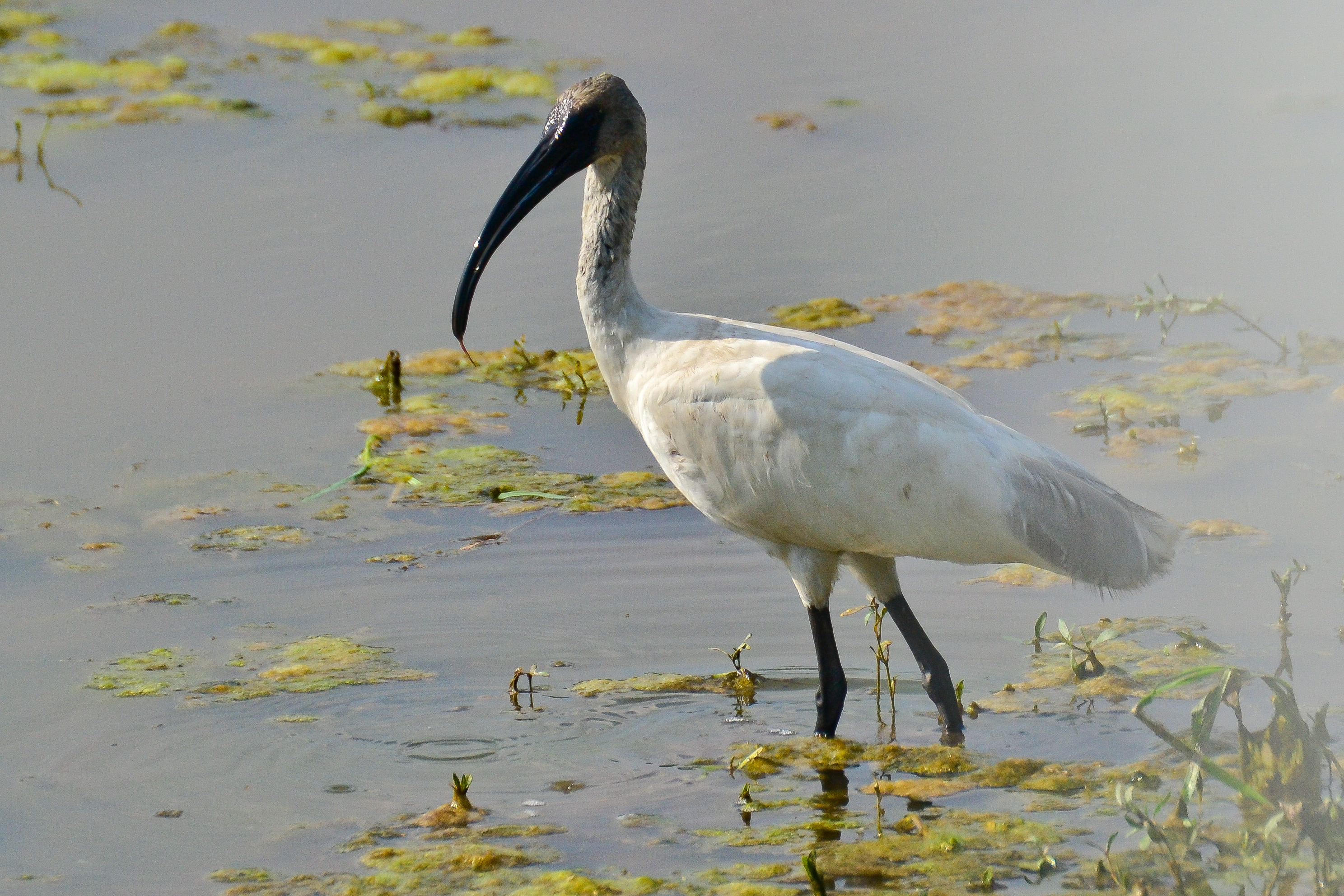
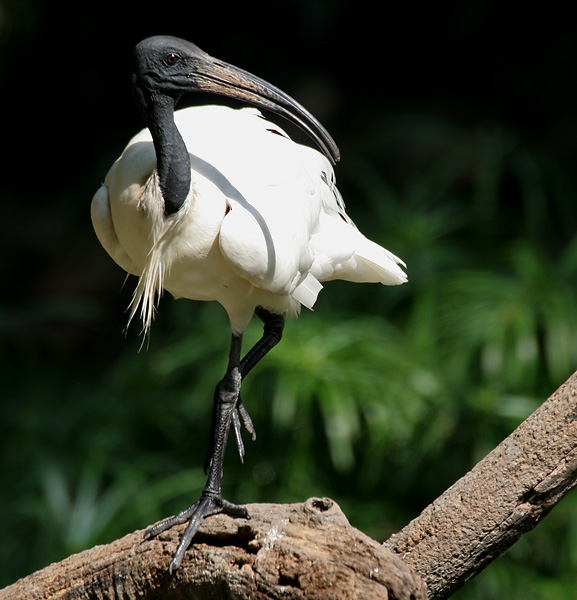
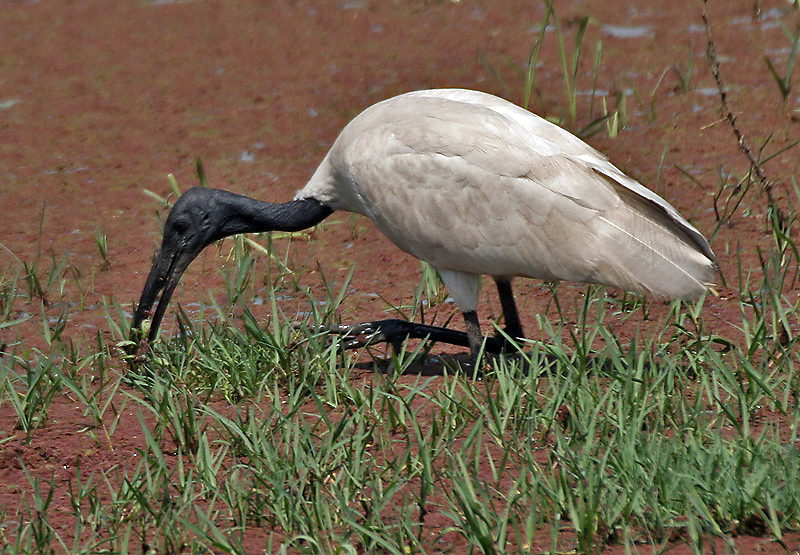
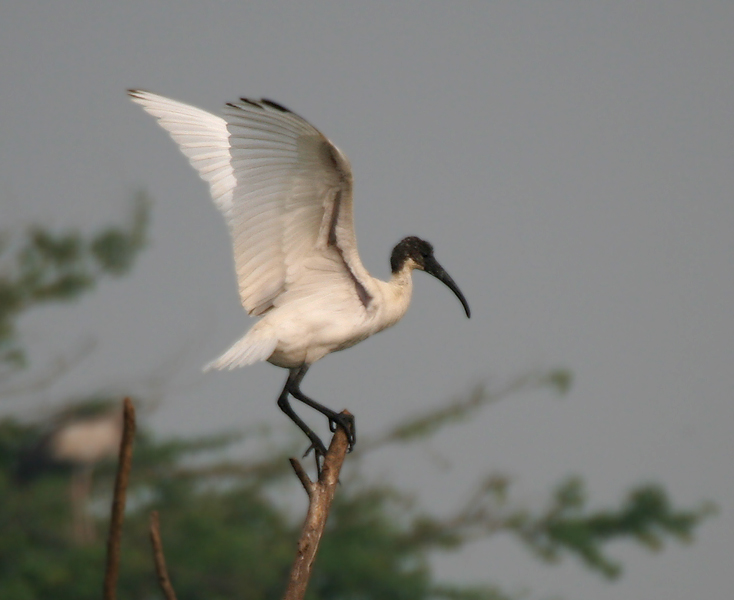